# Castelnuovo Nigra
Castelnuovo Nigra és un comune (municipi) de la ciutat metropolitana de Torí, a la regió italiana del Piemont, situat a uns 40 quilòmetres al nord de Torí. A 1 de gener de 2019 la seva població era de 430 habitants.
Castelnuovo Nigra limita amb els següents municipis: Borgiallo, Castellamonte, Cintano, Frassinetto, Lugnacco, Rueglio, Trausella, Traversella, Vistrorio i Colleretto Castelnuovo.